# Vangede

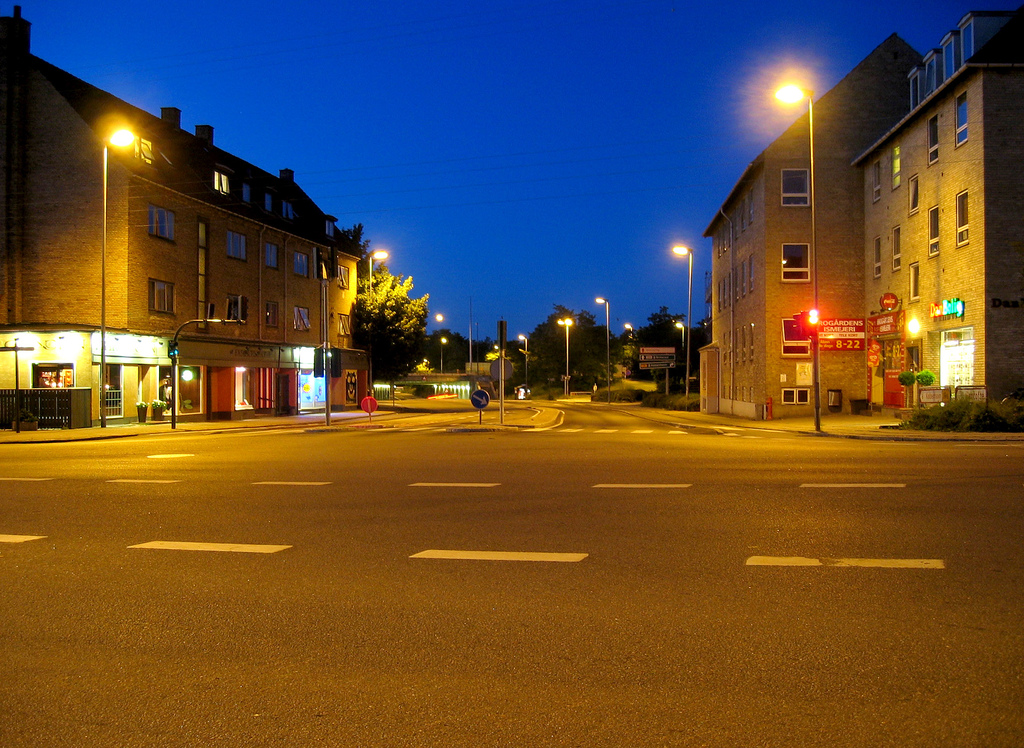
Korsningen Nybrovej/Brogårdsvej/Vangedevej

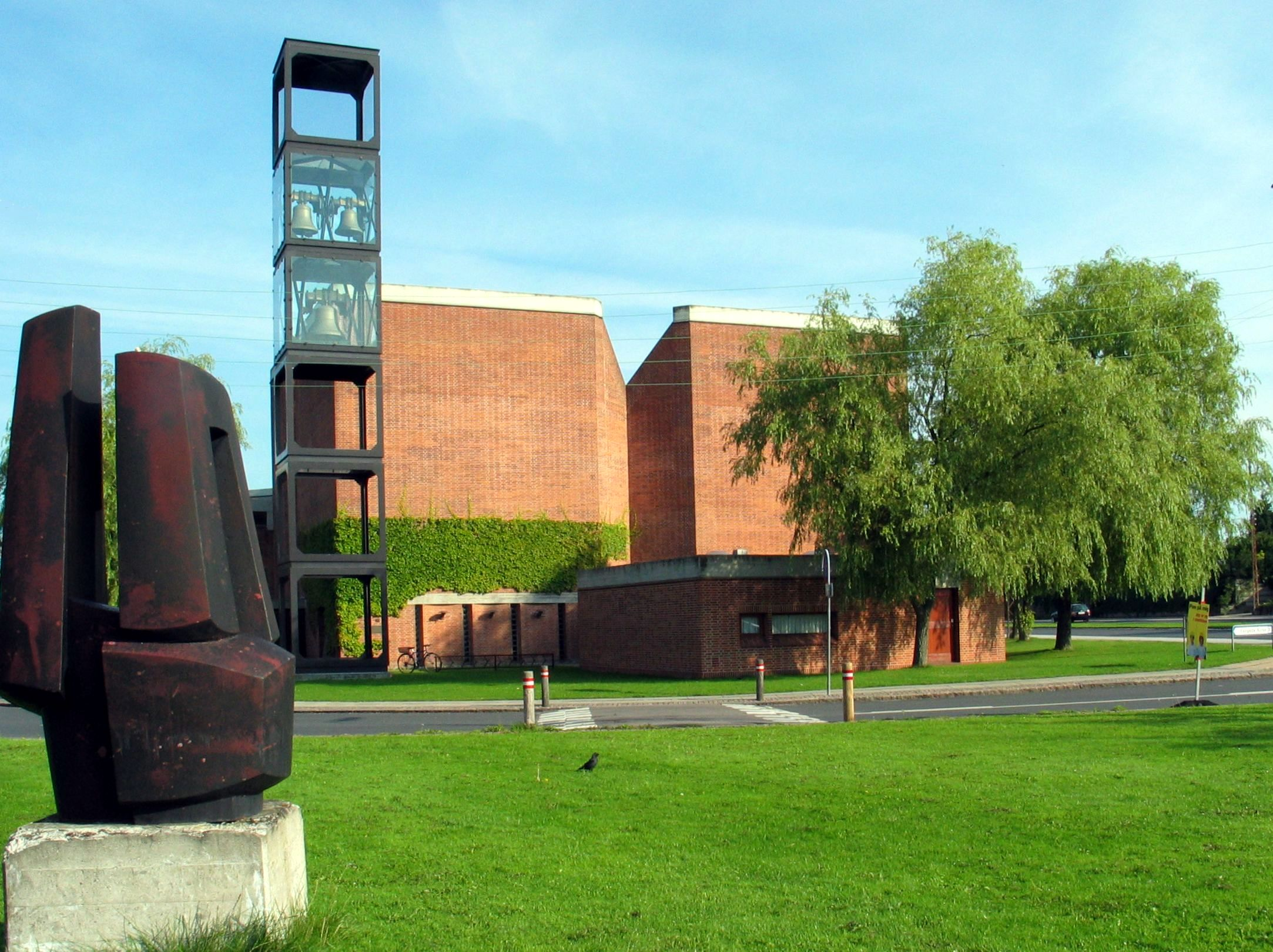
Vangede kirke

Vangede är en förort till Köpenhamn. Vangede ligger i den nordvästra delen av Gentofte kommun. Orten, som är sammanvuxen med Gladsaxe och Köpenhamn, har två S-tågstationer: Vangede och Dyssegård (båda längs Hareskovbanen). Vangede kirke från 1974 ritades av arkitekten Johan Otto von Spreckelsen.
Orten har rönt uppmärksamhet genom Dan Turèlls bok Vangede Billeder från 1975. Turèll skildrade sin uppväxt i övre arbetarklassen i kontrast till mer välstående villakvarter i Gentofte. Sedan den 19 mars 2007 heter ett torg i Vangede Dan Turèlls Plads.  
Källor från 1300-talet kallar platsen Wongwethe eller Wongwith. Benämningen härrör från perioden 700-900-talet. Förleden Wong tolkas som inhägnad mark och efterleden -with tolkas som skogbevuxet område.